# Accept No Substitute! - The Definitive Hits
Accept No Substitute! - The Definitive Hits è una raccolta di successi pubblicata dalla rock band inglese Status Quo nel 2015.

## Il disco
Include molti grandi successi degli Status Quo in ordine cronologico dagli anni sessanta al 2014 e mostra la capacità della band di mantenere vivo il seguito del pubblico attraverso i decenni, passando dalla psichedelia degli anni sessanta all'hard rock dei '70, dal pop rock negli anni '80 alla musica acustica dell'ultima fase della carriera.
Viene pubblicato come triplo album, non contiene inediti e sale al n. 15 delle classifiche inglesi.
Del prodotto viene stampata anche una versione in vinile in doppio LP per il mercato collezionistico.

## Tracce
CD 1
1. Pictures of Matchstick Men - 3:08 - (Rossi) - 1968
2. Ice in the Sun - 2:10 - (Wilde/Scott) - 1968
3. Down the Dustpipe - 2:03 - (Groszman) - 1970
4. In My Chair - 3:16 - (Rossi/Young) - 1970
5. Mean Girl - 3:58 - (Rossi/Young) - 1973
6. Gerdundula - 3:50 - (Manston/James) - 1973
7. Don't Waste My Time - 4:20- (Rossi/Young) 1972
8. Big Fat Mama - 5:56 - (Rossi/Parfitt) 1972
9. Paper Plane - 3:00 - (Rossi/Young) - 1972
10. Claudie - 4:06- (Rossi/Young) 1973
11. Caroline - 4:19 - (Rossi/Young) - 1973
12. Softer Ride - 4:02- (Parfitt/Lancaster) 1973
13. Forty-Five Hundred Times - 9:53- (Rossi/Parfitt) 1973
14. Break the Rules - 3:40 - (Rossi/Young/Parfitt/Lancaster/Coghlan) - 1974
15. Little Lady - 3:02- (Parfitt) 1975
16. Down Down - 5:25 - (Rossi/Young) - 1975
17. Roll Over Lay Down (Versione singolo live 1975) - 5:40 - (Rossi/Young/Lancaster/Parfitt/Coghlan) - 1975

CD 2
1. Rain - 4:36 - (Parfitt) - 1976
2. Mystery Song - 4:01 - (Parfitt/Young) - 1976
3. Wild Side of Life - 3:18 - (Warren/Carter) - 1976
4. Rockin' All Over the World - 3:37 - (Fogerty) 1977
5. Dirty Water - 3:53 - (Rossi/Young) 1977
6. Hold You Back - 4:30- (Rossi/Parfitt/Young) 1977
7. Again and Again - 3:42- (Parfitt/Bown/Lynton) 1978
8. Whatever You Want - 4:03- (Parfitt/Bown) 1979
9. Living on an Island - 3:48- (Parfitt/Young) 1979
10. What You're Proposing - 4:18 - (Rossi/Frost) 1980
11. Rock 'n' Roll' - 3:50 - (Rossi/Frost) 1980
12. Something 'Bout You Baby I Like - 2:59 - (Supa) 1981
13. Marguerita Time - 3:30 - (Rossi/Frost) 1983
14. The Wanderer - 3:28 - (Maresca) 1984
15. Red Sky - 4:15 - (David) 1986
16. Burning Bridges - 4:20 - (Rossi/Bown) 1988
17. Anniversary Waltz Part 1 - 5:32 - (Anthony King/Chuck Berry/Collins/Dave Bartholomew/Ernie Maresca/Hammer/Lee/Mack/Mendelsohn/Richard Wayne Penniman/Robert "Bumps" Blackwell) 1990
18. The Way It Goes - 4:02 - (Rossi/Frost) 1999

CD 3
1. Jam Side Down - 3:27 - (Britten/Dore) 2002
2. Blues and Rhythm - 4:29 - (Rossi/Bown) 2002
3. Old Time Rock and Roll - 2:57- (Jackson/Johnes) 2000
4. The Party Ain’t Over Yet - 3:52 - (David) 2005
5. Beginning of the End - 4:29- (Rossi/Edwards) 2007
6. Two Way Traffic - 4:00 - (Rossi/Edwards) 2011
7. Rock 'n' Roll 'n' You - 3:27- (Rossi/Bown) 2011
8. In The Army Now (2010) - 4:21- (Bolland/Bolland) 2010
9. Looking Out for Caroline - 4:00- (Rossi/Young) 2013
10. GoGoGo - 4:16- (Parfitt/Morris) 2013
11. Bula Bula Quo (Kua Ni Lega) - 3:50- (Rossi/Young) 2013
12. Backwater - 4:20- (Parfitt/Lancaster) Live 2013 formazione originale (Frantic Four)
13. Just Take Me - 3:33- (Parfitt/Lancaster) Live 2013 formazione originale (Frantic Four)
14. Is There a Better Way - 3:46 - (Rossi/Lancaster) Live 2013 formazione originale (Frantic Four)
15. Blue Eyed Lady - 3:54 - (Lancaster/Parfitt) Live 2013 formazione originale (Frantic Four)
16. And It's Better Now - 3:41- (Rossi/Young) unplugged 2014
17. Don’t Drive My Car - 3:10- (Parfitt/Bown) unplugged 2014
18. Rock 'Til You Drop - 2:48- (Bown) unplugged 2014
19. Pictures of Matchstick Men - 3:37- (Rossi) unplugged 2014

## Formazione
Gruppo
- Francis Rossi – chitarra solista, voce
- Rick Parfitt – chitarra ritmica, voce
- Alan Lancaster – basso, voce
- John "Rhino" Edwards – basso
- John Coghlan – percussioni
- Pete Kircher – percussioni
- Jeff Rich – percussioni)
- Roy Lynes – tastiera
- Andy Bown – tastiera
- Leon Cave – chitarra, batteria, voce

Altri musicisti
- Andy Bown – Tastiera elettronica|tastiera
- Bernie Frost – cori
- Bob Young – armonica a bocca